# آدم دافيدسون (مخرج)
آدم دافيدسون (بالإنجليزية: Adam Davidson)‏ مواليد 13 أغسطس 1964 في لوس أنجلوس، هو ممثل ومخرج أمريكي بدأ مسيرته الفنية سنة 1989. كما أنه من الفائزين بجائزة الأوسكار حيث فاز بجائزة الأوسكار لأفضل فيلم حي قصير.

## الأعمال
- اخشوا الموتى السائرون
- تحول: جواسيس واشنطن
- فرينج
- كوميونتي
- دم حقيقي
- اكذب علي
- القرش
- ديكستر
- روما
- غريز أناتومي

## روابط خارجية
- آدم دافيدسون على موقع IMDb (الإنجليزية)
- آدم دافيدسون على موقع ألو سيني (الفرنسية)
- آدم دافيدسون على موقع أول موفي (الإنجليزية)
- آدم دافيدسون على موقع أول موفي (الإنجليزية)
- آدم دافيدسون على موقع قاعدة بيانات الفيلم (الإنجليزية)
- آدم دافيدسون على موقع كينوبويسك (الروسية)